# Maria Bay
Maria Bay (1905) è stata un'attrice italiana.
È conosciuta principalmente per essere stata la prima importante attrice bambina del cinema muto italiano.

## Biografia
La prima attrice bambina ad avere successo in Italia negli anni Dieci fu la piccola Maria Bay, lanciata dalla Ambrosio Film di Torino. Altre giovanissime attrici (provenienti dal teatro, come la tredicenne Giulietta De Riso) erano già presenti nel cinema ma in ruoli di adulto. Maria Bay, con Gigetto Crosetto, Eduardo Notari, Ermanno Roveri, Luigi Petrungaro,  Maria Orciuoli, Eraldo Giunchi, Renato Visca e Carolina Catena, fa parte di quel primo gruppo di piccoli interpreti ad essere impiegati in ruoli di rilievo proprio in quanto bambini nel cinema muto italiano.
Tra il 1911 e il 1916 Maria Bay interpreta una trentina di cortometraggi, spesso in coppia con il piccolo Gigetto Crosetti, dando vita al personaggio, tra il comico ed il patetico, di "Firulì". Si distingua anche nel genere drammatico, ricoprendo indifferentemente ruoli di bambina o di bambino, secondo quelle che erano le convenzioni nel teatro e nel cinema dell'epoca a livello internazionale.
Una volta abbandonato il mondo dello spettacolo, niente altro si sa sulla biografia della piccola attrice.

## Filmografia
- Le bolle di sapone - cortometraggio muto (1911)
- La madre e la morte, regia di Arrigo Frusta - cortometraggio muto (1911)
- Salambò, regia di Arturo Ambrosio (1911)
- Il piccolo spazzacamino - opera (1911)
- L'ultimo dei Frontignac, regia di Mario Caserini (1911)
- La bambola di Luisetta, regia di Arrigo Frusta (1911)
- Firulì apache (1911)
- L'adultera, regia di Mario Caserini - cortometraggio muto (1911)
- Il recluso N. 75 (1912)
- Lettere dal campo (1912)
- Il compito di Pierino (1912)
- Abele fratricida (1912)
- Il fischio della sirena, regia di Edoardo Bencivenga (1912)
- La promessa di Sua Eccellenza (1912)
- I mille, regia di Alberto Degli Abbati - film muto (1912)
- La fiammella spenta (1912)
- Bagliori di fiamma (1913)
- Il ritratto della mamma (1913)
- Agenzia Griffard, regia di Vitale De Stefano - mediometraggio - film muto (1913)
- Cuor di poeta, regia di Edoardo Bencivenga (1913)
- Il piccolo burattinaio (1913)
- Il trionfo della forza (1913)
- La statuetta di Nelly (1913)
- Il notturno di Chopin, regia di Luigi Maggi - mediometraggio muto (1913)
- Gli artigli di Griffard, regia di Vitale De Stefano - mediometraggio muto (1913)
- Il sogno di Aissa, regia di Luigi Maggi (1913)
- Cenerentola, regia di Eleuterio Rodolfi - mediometraggio muto (1913)
- Il figlio del burattinaio, regia di Eleuterio Rodolfi (1916)
- Firulì e l'uomo di neve (1913)
- Nel vortice del peccato, regia di Telemaco Ruggeri - film muto (1913)